# Dekanat Biłgoraj-Południe
Dekanat Biłgoraj-Południe – jeden z 19 dekanatów w rzymskokatolickiej diecezji zamojsko-lubaczowskiej.

## Parafie
| Miejscowość      | Parafia                              | Kościół parafialny                                                    | Liczba mieszkańców | Odpust      |
| ---------------- | ------------------------------------ | --------------------------------------------------------------------- | ------------------ | ----------- |
| Biłgoraj         | św. Jerzego                          | Kościół parafialny św. Jerzego w Biłgoraju                            | 5000               | 29 kwietnia |
| Biłgoraj         | św. Marii Magdaleny                  | Kościół parafialny św. Marii Magdaleny w Biłgoraju                    | 9200               | 22 lipca    |
| Bystre           | św. Andrzeja Boboli                  | Kościół parafialny św. Andrzeja Boboli                                | 1700               | 16 maja     |
| Harasiuki        | Miłosierdzia Bożego                  | Kościół parafialny Miłosierdzia Bożego w Harasiukach                  | 1350               | 15 kwietnia |
| Hucisko          | NMP Królowej Polski                  | Kościół parafialny NMP w Hucisku                                      | 1500               | 3 maja      |
| Huta Krzeszowska | Podwyższenia Krzyża Świętego         | Kościół parafialny Podwyższenia Krzyża Świętego w Hucie Krzeszowskiej | 2450               | 16 września |
| Krzeszów         | Narodzenia NMP                       | Kościół parafialny Narodzenia NMP w Krzeszowie                        | 3000               | 8 września  |
| Lipiny Górne     | parafia MB Częstochowskiej           |                                                                       | 1950               | 26 sierpnia |
| Sól              | parafia św. Michała Archanioła       |                                                                       | 2150               | 30 września |
| Stary Bidaczów   | parafia Nawiedzenia NMP              |                                                                       | 947                | 31 maja     |
| Stary Majdan     | parafia św. Apostołów Piotra i Pawła |                                                                       | 2690               | 29 czerwca  |

## Kościoły filialne
| Miejscowość       | Parafia                                        |
| ----------------- | ---------------------------------------------- |
| Ciosmy            | św. Michała Archanioła w Soli                  |
| Jasiennik Stary   | Narodzenia NMP w Krzeszowie                    |
| Kulno             | św. Andrzeja Boboli w Bystrem                  |
| Lipowiec Duży     | św. Apostołów Piotra i Pawła w Starym Majdanie |
| Smólsko Małe      | św. Marii Magdaleny w Biłgoraju                |
| Wola Dereźniańska | św. Marii Magdaleny w Biłgoraju                |

## Sąsiednie dekanaty
Biłgoraj – Północ, Janów Lubelski (diec. sandomierska), Józefów, Leżajsk I (archidiec. przemyska), Leżajsk II (archidiec. przemyska), Rudnik nad Sanem (diec. sandomierska), Tarnogród, Ulanów (diec. sandomierska)